# ハロコックス属
ハロコックス属 (Halococcus) は中性塩湖など高濃度の塩化ナトリウムを含む環境に生息する高度好塩菌の一属である。学名は、高濃度の塩を好むこと、球形をしていることから、ギリシャ語のhalos「塩あるいは海」+ coccus「木の実」に由来して名付けられた。

## 生態
かなり広い環境に分布する高度好塩菌であり、塩湖の他、爆破された地下の岩塩採掘場、シャーク湾のストロマトライト、あるいは魚醤などの塩濃度の高い一部の発酵食品にまで生息している。塩化ナトリウムの要求度は高く、NaCl濃度にして1.7-5.2Mを要求する。最適は3-4.5Mである。常温中性環境を好み、15-50℃、pH4-9.5程度で増殖する。なお、マグネシウムイオンへの耐性は比較的低い（0.001～0.04M）。
形態は0.6-1.5μm程度の球菌。増殖時には様々な配列が見られる。べん毛を持たず運動性はない。コロニーはバクテリオルベリンによりピンクまたは赤色に着色する。強度の強い細胞壁を持つため、低張液にさらしても溶菌しにくい。細胞壁の成分は、他の高度好塩菌の多くがタンパク質性のS層なのに対し、Halococcusは多糖類である。
栄養的には完全な偏性好気性の化学合成従属栄養生物であり、アミノ酸、多糖類、有機酸などを代謝する。種により硝酸塩を還元する場合もある。一般に高度好塩菌は、光駆動プロトンポンプであるバクテリオロドプシンを持ち、光エネルギーをATPに変換するが、Halococcusはこれを持たないため、光従属栄養的に増殖することはできないと考えられている。
全ゲノムが解読されている種はないが、H. morrhuaeのゲノムサイズは4Mbp程度と推定されている。いくつかのプラスミドを持つようである。

## 分類
- ハロコックス・ドンブロウスキイ Halococcus dombrowskii
- ハロコックス・ハメリニイ Halococcus hamelinii
- ハロコックス・モッルフアエ Halococcus morrhuae
- ハロコックス・クィングダオゲンセ Halococcus qingdaogense
- ハロコックス・サッカロリュティクス Halococcus saccharolyticus
- ハロコックス・サリフォディナエ Halococcus salifodinae
- ハロコックス・タイランデンシス Halococcus thailandensis

広い範囲に生息し、培養も容易なため、高度好塩菌の中でも比較的古くから知られていた。分類は何度か変更されており、かつては高度好塩菌の全ての球菌を含んでいた。基準種はHalococcus morrhuae (Farlow 1880) Kocur and Hodgkiss 1973である。